# Doug Young (hockey sur glace)
Pour les articles homonymes, voir Doug Young et Young.
Douglas Gordon Young (né le 1er octobre 1908 à Medicine Hat au Canada et mort le 15 mai 1990) est un joueur professionnel canadien de hockey sur glace qui évoluait au poste de défenseur.

## Carrière
Joueur des Falcons de Detroit et des Red Wings de Détroit, il a fait l'essentiel de sa carrière dans le Michigan, où il fut le capitaine. Il termine sa carrière avec les Canadiens de Montréal en 1941.
Dans sa carrière dans la Ligue nationale de hockey, il marque 80 points en 391 matchs.
Il meurt au cours de l'année 1990.

## Statistiques
| Saison     | Équipe                 | Ligue      |     | Saison régulière | Saison régulière | Saison régulière | Saison régulière | Saison régulière |    | Séries éliminatoires | Séries éliminatoires | Séries éliminatoires | Séries éliminatoires | Séries éliminatoires |
| Saison     | Équipe                 | Ligue      | PJ  | B                | A                | Pts              | Pun              | PJ               | B  | A                    | Pts                  | Pun                  |                      |                      |
| 1927-1928  | Kitchener Millionaires | CPHL       | 23  | 1                | 1                | 2                | 10               |                  |    |                      |                      |                      |                      |                      |
| 1928-1929  | Toronto Millionaires   | CPHL       | 0   | 7                | 3                | 10               | 75               |                  |    |                      |                      |                      |                      |                      |
| 1929-1930  | Indians de Cleveland   | LIH        | 41  | 13               | 4                | 17               | 68               |                  |    |                      |                      |                      |                      |                      |
| 1930-1931  | Indians de Cleveland   | LIH        | 0   | 16               | 6                | 22               | 46               |                  |    |                      |                      |                      |                      |                      |
| 1931-1932  | Falcons de Détroit     | LNH        | 47  | 10               | 2                | 12               | 45               | 2                | 0  | 0                    | 0                    | 2                    |                      |                      |
| 1932-1933  | Red Wings de Détroit   | LNH        | 48  | 5                | 6                | 11               | 59               | 4                | 1  | 1                    | 2                    | 0                    |                      |                      |
| 1933-1934  | Red Wings de Détroit   | LNH        | 48  | 4                | 0                | 4                | 36               | 9                | 0  | 0                    | 0                    | 10                   |                      |                      |
| 1934-1935  | Red Wings de Détroit   | LNH        | 48  | 4                | 6                | 10               | 37               | --               | -- | --                   | --                   | --                   |                      |                      |
| 1935-1936  | Red Wings de Détroit   | LNH        | 48  | 5                | 12               | 17               | 54               | 7                | 0  | 2                    | 2                    | 0                    |                      |                      |
| 1936-1937  | Red Wings de Détroit   | LNH        | 10  | 0                | 0                | 0                | 6                | --               | -- | --                   | --                   | --                   |                      |                      |
| 1937-1938  | Red Wings de Détroit   | LNH        | 48  | 3                | 5                | 8                | 24               | --               | -- | --                   | --                   | --                   |                      |                      |
| 1938-1939  | Red Wings de Détroit   | LNH        | 44  | 1                | 5                | 6                | 16               | 5                | 0  | 2                    | 2                    | 4                    |                      |                      |
| 1939-1940  | Canadiens de Montréal  | LNH        | 47  | 3                | 9                | 12               | 22               | --               | -- | --                   | --                   | --                   |                      |                      |
| 1940-1941  | Reds de Providence     | LAH        | 42  | 9                | 13               | 22               | 22               |                  |    |                      |                      |                      |                      |                      |
| 1940-1941  | Canadiens de Montréal  | LNH        | 3   | 0                | 0                | 0                | 4                | --               | -- | --                   | --                   | --                   |                      |                      |
| Totaux LNH | Totaux LNH             | Totaux LNH | 391 | 35               | 45               | 80               | 303              | 27               | 1  | 5                    | 6                    | 16                   |                      |                      |